# Panamerička hokejska federacija
Panamerička hokejska federacija (eng. Pan American Hockey Federation), kratica: PAHF je krovna organizacija za hokej na travi i dvoranski hokej na američkom kontinentu.
Utemeljena je 1959. godine. Sjedište se nalazi u kanadskom gradu Ottawi.
Po stanju od 11. svibnja 2009., ima 26 članica.
Članica je IHF (Međunarodne hokejske federacije).

## Natjecanja
Panamerička hokejska federacija je krovna organizacija za iduća natjecanja:
- panamerički kup u hokeju na travi (muškarci i žene)
- hokej na travi na Panameričkim igrama (muškarci i žene)
- panameričko juniorsko prvenstvo u hokeju na travi (muškarci i žene)
- hokej na travi na Srednjoameričkim i karipskim igrama (muškarci i žene)
- južnoameričko prvenstvo u hokeju na travi
- južnoameričko prvenstvo u hokeju na travi za žene
- panamerički kup u dvoranskom hokeju (muškarci i žene)
- panamerička klupska natjecanja

## Članice
Idući savezi su članovi Panameričke hokejske federacije. 
| Članice Panameričke hokejske federacije | Članice Panameričke hokejske federacije | Članice Panameričke hokejske federacije | Članice Panameričke hokejske federacije | Članice Panameričke hokejske federacije |
| --------------------------------------- | --------------------------------------- | --------------------------------------- | --------------------------------------- | --------------------------------------- |
| Argentina                               | Bahami                                  | Barbados                                | Bermuda                                 | Brazil                                  |
| Kanada                                  | Kajmanski Otoci                         | Čile                                    | Kostarika                               | Kuba                                    |
| Dominikanska Republika                  | Ekvador                                 | El Salvador                             | Gvatemala                               | Gvajana                                 |
| Jamajka                                 | Meksiko                                 | Nizozemski Antili                       | Panama                                  | Paragvaj                                |
| Peru                                    | Portoriko                               | Trinidad i Tobago                       | SAD                                     | Urugvaj                                 |
| Venezuela                               |                                         |                                         |                                         |                                         |

## Vanjske poveznice
- (engl.) Službene stranice  Arhivirana inačica izvorne stranice od 2. listopada 2009. (Wayback Machine)